# منتخب الأرجنتين لكرة الطائرة للسيدات
منتخب الأرجنتين الوطني لكرة الطائرة للسيدات (بالإسبانية: Selección femenina de voleibol de Argentina)‏ هو ممثل الأرجنتين الرسمي في المنافسات الدولية في كرة طائرة في فئة كرة الطائرة للسيدات.